# Helena Castellà i Duran
Helena Castellà i Duran   (Hostalric, 1989) és una politòloga i assessora de polítiques socials i drets humans al Parlament Europeu.
És llicenciada en Ciències Polítiques i de l'Administració per la Universitat Pompeu Fabra i màster en Polítiques Socials, Treball i Benestar per la Universitat Autònoma de Barcelona. Especialitzada en gènere, migracions, drets humans i extrema dreta, ha treballat com a tècnica i com a investigadora en diversos projectes socials. És membre de l'Observatori iQ i vocal de la junta de l'Institut de Drets Humans de Catalunya. El 2017 va publicar, amb la Fundació Josep Irla, l'informe «L'extrema dreta, un fenomen europeu».